# スコット・アダムス

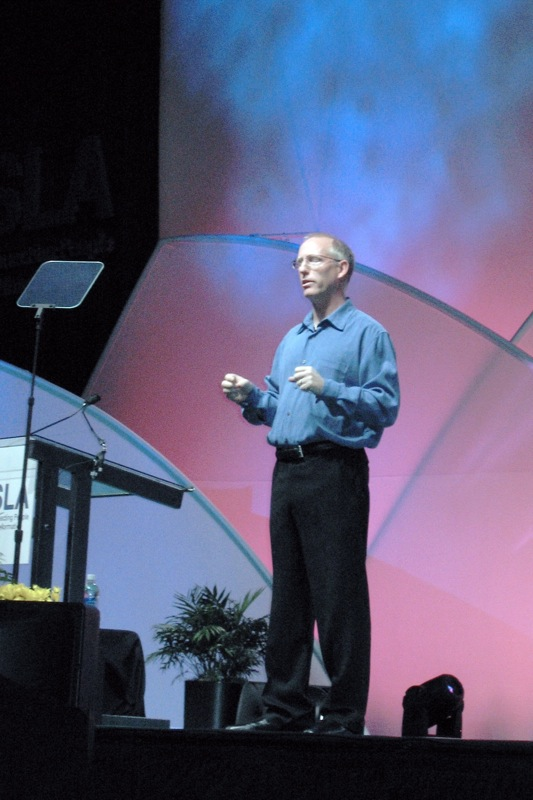
スコット・アダムス (2007)

スコット・アダムス（Scott Adams、1957年6月8日 - ）は、『ディルバート』の作者として知られるアメリカの漫画家。
カリフォルニア大学バークレー校でMBAの学位を取得後、通信エンジニアの職を得る。この時の経験を基にして1989年から『ディルバート』の連載を始めた。舞台となっている職場が当時急成長していたIT企業であったことに加え、アダムス自身も（漫画家としては一番早く）電子メールアドレスを掲載してインターネットの急成長に乗るなどして、アメリカ随一の4コマ漫画家としての名声を不動のものとした。